# Otto von Ramin
Otto von Ramin (* 29. April 1536 in Stettin; † 18. Februar 1610 ebenda) war Kanzler im Herzogtum Pommern-Stettin.
Otto von Ramin entstammte dem Haus Krakow der pommerschen Adelsfamilie von Ramin. In seiner Jugend eignete er sich unter anderem bei vielen Reisen eine umfangreiche Bildung an. Er wurde zunächst Hofmeister der jungen Herzöge Johann Friedrich, Bogislaw XIII., Ernst Ludwig und Barnim X. Danach wurde er Rat am Hof des Herzogs Julius von Braunschweig-Wolfenbüttel und schließlich am Hof des Administrators des Erzbistums Magdeburg, Joachim Friedrich von Brandenburg. Diese entsandten ihn zu verschiedenen diplomatischen Missionen an Kaiser- und Fürstenhöfe. Vom Kaiser wurde ihm das Palatinat verliehen.
Er wurde Kanzler des Herzog Johann Friedrich und blieb 18 Jahre in diesem Amt, bis er aus Altersgründen seinen Abschied nahm. Seit 1571 war er Domherr und von 1586 bis zu seinem Tode Dekan des Camminer Domkapitels.
Otto von Ramin war Erbherr auf Krakow, Brunn und Petershagen. 1569 hatte er den Brüdern Hans und Jaspar von Elsholtz deren Anteil an Petershagen abgekauft. Brunn und die wüste Feldmark Glambeck erwarb er 1589. Von Herzog Bogislaw XIII. erhielt er 1599 die Anwartschaft auf Penkun und den Reinkendorfschen Besitz in Petershagen.